# Le Troncq
Le Troncq település Franciaországban, Eure megyében. Lakosainak száma 170 fő (2022. január 1.).

## Népesség
A település népességének változása:
| Lakosok száma | 135  | 129  | 125  | 152  | 170  | 175  | 173  | 167  | 169  | 170  |
|               | 1968 | 1982 | 1990 | 2006 | 2013 | 2015 | 2017 | 2019 | 2020 | 2022 |